# 莱姆 (洛特省)
莱姆（法語：Leyme，法語發音：[lɛm]）是法国洛特省的一个市镇，属于菲雅克区。

## 地理
莱姆（44°47'7"N, 1°54'2"E）面积10.16 平方千米，位于法国奧克西塔尼大區洛特省，该省份为法国西南部内陆省份，北起顺时针与科雷兹省、康塔爾省、阿韦龙省、塔恩-加龙省、洛特-加龍省和多尔多涅省接壤。
与莱姆接壤的市镇（或旧市镇、城区）包括：昂格拉尔、艾纳克、巴讷、埃斯佩鲁、莫利耶尔。

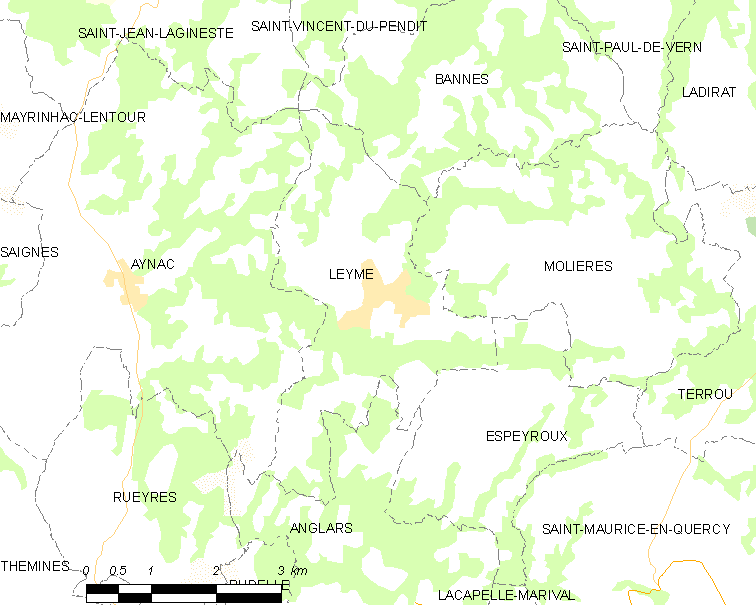
的OSM定位图

莱姆的时区为UTC+01:00、UTC+02:00（夏令时）。

## 行政
莱姆的邮政编码为46120，INSEE市镇编码为46170。

## 政治
莱姆所属的省级选区为圣塞雷县。

## 人口

1962-2008年间人口变化图示

莱姆于2022年1月1日时的人口数量为929人。